# Callidium violaceum
Callidium violaceum é uma espécie de coleóptero da subfamília Cerambycinae. Que se distribui pela Europa, Ásia e leste da América do Norte. Foi descrito pela primeira vez em 1758 por Linnaeus.